# Алькатрас
Алькатрас (англ. Alcatraz), неофіційно відомий як «Скеля» (англ. The Rock) — острів в затоці Сан-Франциско. Адміністративно належить округу Сан-Франциско штату Каліфорнія. 
Територія острова використовувалася як місце встановлення маяка та як військова в'язниця, а потім як найзахищеніша в'язниця для особливо небезпечних злочинців і тих, хто здійснював втечі з попередніх місць ув'язнення. Сьогодні в'язниця розформована (через солону воду, яка роз'їдала стіни), острів перетворено на музей, куди ходять туристичні катери з «Рибацької пристані» в Сан-Франциско. 

## Історія острова

### Відкриття острова і його назва
В 1775 році іспанець Хуан Мануель де Аяла першим зайшов у затоку Сан-Франциско. Його команда склала карту бухти й дала назву Ла Ісла де лос Алькатрасес (ісп. La Isla de los Alcatraces — острів олушів) одному з трьох островів, відомому сьогодні як Yerba Buena. Поширена думка, що назва могла означати «Острів пеліканів», через велику кількість цих птахів на острові. Однак, за звітами орнітологів, колоній пеліканів та олушів ані на острові, ані поблизу немає, зате часто трапляються різні види бакланів та інші великі водоплавні птахи.
У 1828 році англійський географ капітан Фредерік Бічі (англ. Frederic William Beechey) помилково переніс з іспанських карт назву Island Alcatrazes на сусідній острів, нині відомий як місце розташування знаменитої в'язниці. У 1851 році топографічна служба Берегової охорони США скоротила назву до Alcatraz.

### Історія маяка

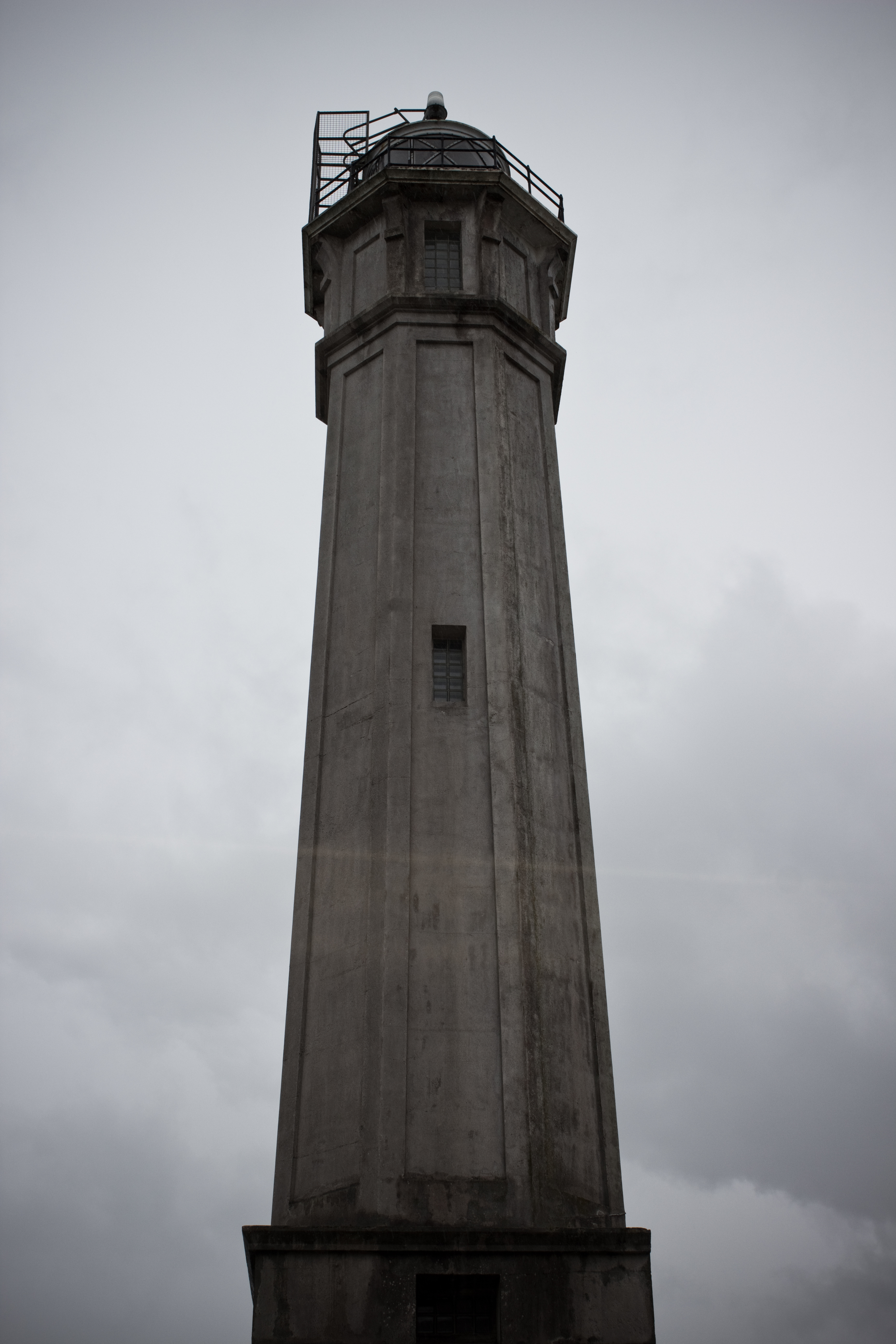
Маяк острова Алькатрас

Відкриття золота в Каліфорнії в 1848 році привабило до затоки Сан-Франциско тисячі суден, що створило гостру потребу в маяку. Перший маяк на Алькатрасі встановлено і введено у дію влітку 1853 року. У 1856 році на маяк установили дзвін, який використовувався під час туману.
У 1909 році при будівництві в'язниці, після 56 років використання, перший маяк Алькатраса було демонтовано. Другий маяк встановили поряд з тюремним корпусом 1 грудня 1909. А в 1963 році маяк модернізували, зробивши автоматичним і автономним, і йому вже не було потрібне цілодобове обслуговування.

### Форт
Внаслідок «золотої лихоманки» виникла необхідність у захисті затоки. У 1850 році за указом Президента США на острові почали будівництво форту, де було встановлено понад 110 далекобійних гармат. Згодом форт використовувався для розміщення ув'язнених. У 1909 році армія знесла його, залишивши тільки фундамент, а до 1912 року для ув'язнених було побудовано нову будівлю.

### В'язниця
В'язниця Алькатрас була федеральною в'язницею на місці форту, що існував на острові з 1850-х років; головна тюремна будівля була побудована в 1910–1912 роках як військова в'язниця Армії США. 12 жовтня 1933 р. Міністерство юстиції США придбало дисциплінарну казарму Тихоокеанського відділення на Алькатрасі, а в серпні 1934 року острів став в'язницею Федерального бюро в'язниць після модернізації будівель та підвищення рівня безпеки.